# Калманов, Сослан Хазбиевич
Сослан Хазбиевич Калманов (5 января 1994) — российский футболист, защитник. Брат-близнец Аслана Калманова.

## Карьера
Воспитанник Академии футбола имени Юрия Коноплёва. Профессиональную карьеру начал в ПФЛ в дублирующей команде владикавказской «Алании».

## Достижения
- Обладатель Кубка Армении (1): 2015/2016